# Harry Dexter White

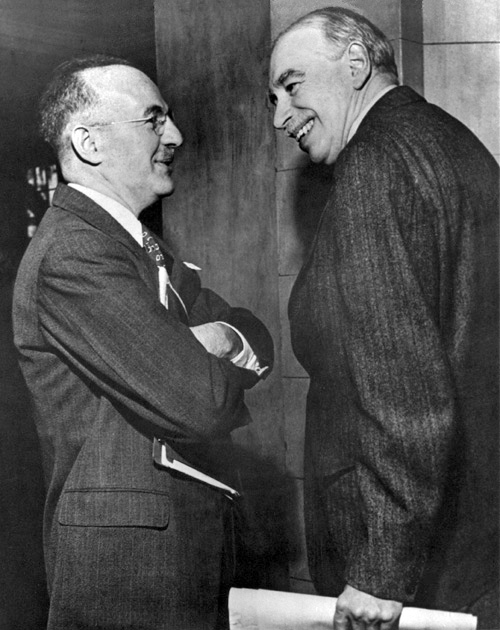
Harry Dexter White (links) mit John Maynard Keynes (1946)

Harry Dexter White (* 9. Oktober 1892 in Boston, Massachusetts; † 16. August 1948 bei Fitzwilliam, New Hampshire) war ein US-amerikanischer Volkswirt und Politiker und war maßgeblicher Architekt des Bretton-Woods-Systems von 1944, das die Entstehung des Internationalen Währungsfonds (IWF, engl. IMF) zur Folge hatte. Später im Kalten Krieg wurde er als Spion für die Sowjetunion überführt.

## Leben
Harry Dexter White wurde als Kind von Einwanderern aus Litauen geboren. Die Familie war jüdisch. 1930 promovierte er mit einer Arbeit über die französische Wirtschaft zwischen 1875 und 1913. Darin äußerte sich seine Sympathie für Frankreich. Danach wurde er zunächst Lehrer in Wisconsin und nahm 1934 eine Forschungsstelle im US-Finanzministerium an. Bei der Konferenz von Bretton Woods war er unter Finanzminister Henry Morgenthau US-amerikanischer Verhandlungsführer, obwohl er in seiner Karriere niemals eine besonders hochrangige Position im Öffentlichen Dienst eingenommen hatte.
Im November 1941 erarbeitete White ein Memorandum für Morgenthau, das wiederum das State Department stark beeinflusste. Für eine friedliche Lösung der japanisch-amerikanischen Konflikte seien Konzessionen beider Seiten notwendig, wozu der japanische Rückzug aus China gehöre, den Japan aber verweigerte. Allerdings war diese Forderung auch ohne Whites Einfluss bereits klar, sodass ein entscheidender Einfluss zweifelhaft bleibt. Das sowjetische Interesse war eine Entlastung an der Fernost-Front.
Ebenso wie John Maynard Keynes, der die englische Position vertrat, hatte White das Ziel, ein Fixkurs-System zwischen den Währungen zu etablieren, jedoch ohne die Rigidität des Goldstandards. Entgegen dem Willen von Keynes setzte White jedoch, da er die Kontrolle über die Beschlussprotokolle hatte, den US-Dollar als Ankerwährung durch (während Keynes eine unabhängige, internationale Währung zur Abrechnung im Zahlungsverkehr vorsah). White erwies sich als der maßgebliche Architekt der Schlussvereinbarung, aus der der Internationale Währungsfonds (IWF, engl. IMF) hervorging.
Er gilt außerdem als Architekt des Morgenthau-Plans. White war zu Beginn der McCarthy-Ära stellvertretender Finanzminister der USA. Vor den Vorwürfen der Spionage für die Sowjetunion war White auch für den Posten als erster Chef des neu geschaffenen internationalen Währungsfonds vorgesehen.
White legte mangels Vorsicht Verbindungen zur Sowjetunion bloß, für die er seit Mitte der 1930er Jahr als Spion tätig war. So gab er Moskau Insiderinformationen über die beste Verhandlungstaktik mit der Roosevelt-Administration und agierte im Dienst für deren Interessen. Als Maulwurf war er für die Sowjetunion wahrscheinlich wichtiger als der prominentere Alger Hiss. Das FBI klagte daher ihn sowie Frank Coe, Lauchlin Bernard Currie, William Ludwig Ullmann und Nathan Silvermaster als kommunistische Agenten an. Solange Franklin D. Roosevelt noch am Leben war, genossen sie den Schutz einer Immunität.
Am 7. November 1945 wurde er von der übergelaufenen Sowjetspionin Elizabeth Bentley als Spion für die Sowjetunion bezeichnet. Am 4. Dezember desselben Jahres erhielt das FBI weitere Daten aus der Befragung von Bentley, die dies bestätigten. Die Ergebnisse des VENONA-Projekts bestätigten diese Informationen – White war unter den Decknamen „Lawyer“, „Richard“ und „Jurist“ geführt worden.

## Tod
White bekam zwei Herzinfarkte kurz nach seiner Überführung als Spion. Er starb zwei Tage nach dem zweiten im Alter von 55 Jahren. Laut offizieller Begründung war eine Überdosis von Digoxin die Todesursache.

## Bewertung
Obwohl über Whites Aktivitäten seit Ende der 1990er Jahre Klarheit herrschte, waren sich die Historiker darüber uneins, wie seine Tätigkeit zu bewerten sei. Es fiel ihnen schwer, den Widerspruch zwischen Whites progressiven wirtschaftspolitischen Ansichten, die damals dem Mainstream entsprachen, und seinem geheimdienstlichen Einsatz für die Sowjetunion aufzulösen. Der Ökonom und Autor Benn Steil konnte hier durch den Fund eines bis dahin unbekannten Essays von White in der Princeton University Abhilfe schaffen. Er beschreibt dort im Jahr 1944 eine Nachkriegsordnung, in der der Sozialismus sowjetischer Prägung zwar nicht den angelsächsischen Kapitalismus ersetzt, sich aber als kommende Staats- und Wirtschaftsform etabliert. Obwohl ein Anhänger von Demokratie und Freiheitsrechten, spielte er die diesbezüglichen Defizite im Realsozialismus herunter und warf dem Westen Scheinheiligkeit vor. Hinter dem amerikanischen Patriotismus verberge sich ein ungezügelter Imperialismus, der die Allianz mit der Sowjetunion gegen die Achsenmächte gefährde.